# Kamloops

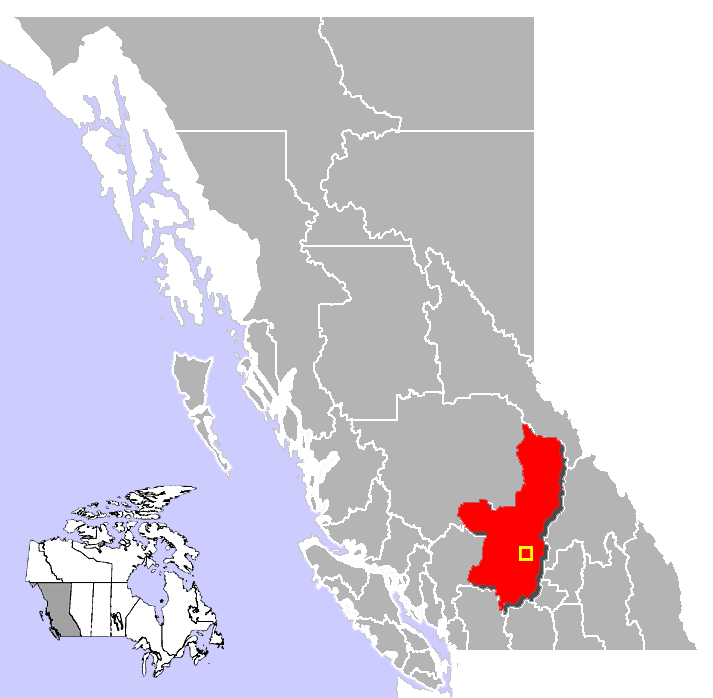
Localização de Kamloops na Colúmbia Britânica.

Kamloops é uma cidade do Canadá, província de Colúmbia Britânica. Sua área é de 297.57 km², e sua população é de 77,281 habitantes (do censo nacional de 2001).